# 第十一号掃海艇 (2代)
|                    |                                                              |
| 艦歴               |                                                              |
| 計画               | 昭和12年度計画（③計画）                                      |
| 起工               | 1938年5月30日                                                |
| 進水               | 1938年12月28日                                               |
| 竣工               | 1939年7月15日                                                |
| その後             | 1945年3月28日空爆により沈没                                  |
| 除籍               | 1945年5月10日                                                |
| 性能諸元（竣工時） |                                                              |
| 排水量             | 基準：630t 公試：738t                                        |
| 全長               | 72.5m                                                        |
| 水線長             | 71.3m                                                        |
| 全幅               | 7.85m                                                        |
| 吃水               | 2.60m                                                        |
| 主缶               | ロ号艦本式罐・石炭重油混焼 2基                               |
| 機関               | 艦本式オールギヤードタービン 2基 2軸推進 3,850㏋             |
| 燃料               | 石炭 118t 重油 48t                                           |
| 速力               | 20kt                                                         |
| 航続距離           | 14ktで2,000海里                                              |
| 乗員               | 103名                                                        |
| 兵装               | 45口径三年式12cm単装砲 3基 25mm連装機銃 1基 爆雷 36個 掃海具 |

第十一号掃海艇（だいじゅういちごうそうかいてい）は、日本海軍の掃海艇。第七号型掃海艇 (3代)の5番艇。

## 艦歴
1938年（昭和18年）5月30日、浦賀船渠で起工。同年9月20日、掃海艇に類別。同年12月28日進水。1939年（昭和14年）7月15日に竣工。佐世保鎮守府籍に編入。
1939年には日中戦争において華中の作戦に参加。
1941年（昭和16年）4月10日に第三艦隊が新編された。この艦隊は第十六戦隊、第十七戦隊、第五水雷戦隊、第十二航空戦隊、第一根拠地隊、第二根拠地隊からなり、「第十一号掃海艇」は第一根拠地隊の第二十一掃海隊に所属していた。
太平洋戦争緒戦では比島部隊第二急襲隊の一隻としてフィリピンのビガン攻略に参加した。第二急襲隊は上陸部隊を乗せた船団を護衛して1941年12月7日に馬公から出撃。12月10日に上陸が行われた。同日、空襲で第二十一掃海隊の「第十号掃海艇」が沈没した。
次いで「白鷹」を除く第一根拠地隊は軽巡洋艦「長良」などと共に第四護衛隊を編成し、ラモン湾上陸作戦に参加した。上陸は12月24日から行なわれた。
12月26日に比島部隊の大半は蘭印部隊となった。第二十一掃海隊は軽巡洋艦「神通」などとともに東方攻略部隊の第二護衛隊としてメナド攻略に参加した。攻略部隊は1942年1月9日にマグナガ湾より出撃。1月11日にメナド、ケマへの上陸が行われた。「第十一号掃海艇」はメナド攻略の船団護衛に従事した。同日、第二十一掃海隊はバンカ泊地の掃海を行った。
1月14日にモルッカ海で潜水艦30隻発見との報告があり、第十五、十六駆逐隊と第二十一掃海隊による掃討が行われたが何も見つからず、潜水艦発見の報告の大半は鯨を誤認したものとされた。
1月21日よりケンダリー攻略作戦が行われ、第二十一掃海隊も参加した。攻略部隊は1月21日にバンカ泊地から出撃し、1月24日に上陸が行われた。
次いでアンボン攻略に参加。第二十一掃海隊は第十五駆逐隊第一小隊とともに1942年1月28日にケンダリーより出発し、1月30日に攻略船団に合流。1月30日から31日の夜に船団は目的地に到着し、上陸が行われた。2月2日、第二十一掃海隊によるアンボン湾の掃海が開始されたが、「第十一号掃海艇」と「第十二号掃海艇」の防雷具展開器に機雷が触れて爆発し2隻とも航行不能となった。その後さらに「第九号掃海艇」が触雷して沈没した。
同年3月10日、第二南遣艦隊第二十一特別根拠地隊に編入。同年4月20日、修理完成。その後、スラバヤ方面で船団護衛に従事。同年8月5日、佐世保に帰投し入渠修理を行い、同年10月14日に出渠。同年12月27日、スラバヤに入港。

1943年（昭和18年）以降、スラバヤを拠点に掃海作業、船団護衛に従事。1945年（昭和20年）3月28日、セレベス島マカッサル沖でアメリカ陸軍機の爆撃で沈没。同年5月10日に除籍。

## 歴代艇長
艤装員長
- 上井宏 少佐：1939年4月1日[22] -

艇長
- 上井宏 少佐：1939年7月15日[23] - 1939年10月10日[24]
- 石西寿彦 少佐：1939年10月10日[24] - 1940年4月8日[25]
- （兼）志摩岑 少佐：1940年4月8日[25] - 1940年5月1日[26]
- （兼）福山強 大尉：1940年10月15日[27] - 1940年11月1日[28]
- （兼）村上忠臣 大尉：1940年11月1日[28] - 1940年11月15日[29]
- 鹿嶋正徳 大尉：1940年11月15日[29] - 1941年9月10日[30]
- 今村清 大尉：1941年9月10日[30] -